# Українсько-саудівські відносини
Українсько-саудівські відносини- відносини між Україною і Саудівською Аравією. Саудівська Аравія визнала незалежність України в 1992 році, а вже в квітні 1993 року були розпочаті дипломатичні відносини між двома країнами. Саудівська Аравія має Посольство в м.Київ. Україна має посольство в Ер-Ріяді і почесне консульство в Джидді. У січні 2003 року український президент Леонід Кучма здійснив офіційний візит до Саудівської Аравії. Президент України Петро Порошенко взяв участь в Церемонії прощання з покійним Королем Саудівської Аравії Абдаллою бен Абдель Азіз Аль Саудом. Посол в Україні Джудія Бен Забін Аль Хатал У резолюції Генеральної Асамблеї ООН 68/262 Саудівська Аравія проголосувала за «територіальну цілісність України» і рішуче підтримує Україну.

## Історія
Дипломатичні відносини між Саудівською Аравією і Україною розпочались після 1992 року, коли Велика Британія закликала Україну почати дипломатичні відносини між двома країнами, це було після підписання Протоколу про створення дипломатичних відносин між двома країнами 18 квітня 1993 року. Відповідно до статті VIII цієї Конвенції, Комітет провів спільну зустріч. Це була перша з трьох зустрічей в 2004 році.

## Експорт зброї до Саудівської Аравії
В 2018-2019 активно закуповувала в України протитанкові ракетні комплекси "Скіф" та "Корсар". В 2018 обсяг експорту склав $24.2 млн., а в 2019 - $57.8 млн. Окрім цього, Україна розробляє оперативно-тактичний ракетний комплек "Грім-2" на замовлення Саудівської Аравії.